# Kepulauan Alor
Kepulauan Alor är öar i Indonesien.   De ligger i provinsen Nusa Tenggara Timur, i den sydöstra delen av landet, 1 900 km öster om huvudstaden Jakarta.